# عسر التقرن
عسر التقرن (بالإنجليزية: Dyskeratosis)‏ هو حالة تقرن غير طبيعي يحدث بشكل سابق لأوانه يحدث في خلايا معينة أو مجموعة خلايا في الطبقة الحبيبية.
خلل التقرن الخلقي (بالإنجليزية: Dyskeratosis congenita)‏ هو عيب خلقي يمتاز بتصبغ الجلد الشبكي وفساد الأظافر وصداف في الغشاء المخاطي مع قطع نهائية قصيرة.